# 김태수 (1934년)
김태수(1934년 11월 15일 ~ )는 대한민국의 정치인이다. 제44·45대 영월군수를 역임했다.

## 역대 선거 결과
|  | 33.64% |

|  | 61.51% |

|  | 38.83% |